# Kenessary Qasymuly
Kenessary Qasymuly (kazakh : Кенесары Қасымұлы, né en 1802, à proximité des montagnes de Bourabay, dans l'actuel Oblys d'Aqmola, mort en 1847 au Kirghizistan) est un sultan kazakh de la lignée de Gengis Khan, et un petit-fils du khan Abylay-khan. À partir de 1841, il est le dernier khan des trois jüz kazakhes.
Il est qualifié dans l'historiographie soviétique de bandit et de chef de file autoproclamé du mouvement réactionnaire féodalo-monarchique. Il est considéré par le Kazakhstan contemporain comme le chef de file du mouvement national libérateur kazakh qui a lutté pour l'indépendance de l'Empire russe entre 1837 et 1847.

## Biographie
Kenessary est le fils de Kassym-sultan (aussi nommé Kassym-toré) et de la fille du Khong Tayiji dzoungar Galdan Tseren. Kassym, étant un descendant de Gengis Khan noble et riche, a eu plusieurs femmes et une nombreuse postérité. Sa femme la plus âgée, Aïkoumis, a eu six enfants (Sarjan, Essengeldi, Kochek, Agataï, Bopaï et Kenessary). La sœur cadette Kenessary, Bopaï, a pris une part active dans le soulèvement de 1837-1847, de même que Batyr Nauryzbaï, son frère issu de la deuxième épouse de Kassym.
Kenessary, à l'instar d'autres membres de l'aristocratie kazakhe, a acquis une véritable connaissance des steppes et a reçu dès l'enfance des rudiments de commandement et d'art de la guerre. Il était déjà renommé dans ses premières années pour ses qualités de meneur d'hommes et d'organisateur, et se démarquait en cela de ses nombreux frères et de ses pairs, gagnant le respect de son entourage.

## Le soulèvement du dernier khan kazakh
Le plus long et le plus important mouvement de libération nationale du Kazakhstan au XIXe siècle s'est produit sous la direction du khan Kenessary Kassymov, et couvrait l'ensemble du territoire de la Juz moyenne, ainsi qu'une partie de celui de la petite jüz et de la grande. De même que les soulèvements menés par Issataï Taymanov (ru) et Makhambet Utemissov (ru) entre 1836 et 1838, les raisons de celui de Kenessary portaient sur la colonisation des terres par la Russie et l'élargissement des frontières militaires.
Les opinions politiques de Kenessary se sont formées durant les années difficiles du premier quart du XIXe siècle, alors que l'Empire russe commençait à pénétrer de plus en plus loin dans les steppes kazakhes. La colonisation a suscité des révoltes massives des kazakhs. Parmi les chefs de file de la rhétorique anti-coloniale, des représentants de la noblesse descendant de Gengis Khan se sont activement distingués. C'est précisément au cours de cette période de lutte de libération nationale des kazakhs (de 1820 à 1830) que Kenessary a évolué parmi les dirigeants politiques de son peuple, et qu'il a participé au mouvement mené par son frère Sarjan.
Kenessary a commencé sa lutte contre la Russie dans le prolongement de la ligne politique de son père Kassym et de son frère Sarjan, traîtreusement assassinés par le khan de Kokand, puis est devenu le chef de la nouvelle guerre anti-coloniale. Après le meurtre de Sarjan en 1836 et celu de Kassym en 1840, il était impossible pour Kenessary d'envisager une alliance avec Kokand. Il chercha alors d'autres alliés auprès du Khanat de Boukhara, des Kirghizes, etc. L'action de Kenessary contre l'Empire russe était fondée sur le désir d'arrêter sa progression dans les steppes, de détruire les forteresses construites sur les terres kazakhes et d'empêcher la construction d'autres places fortes, mais son principal objectif était de restaurer la structure de l'état kazakh de l'époque de son grand-père Abilaï-khan. Au début, sur les traces de l'action de son père, Kenessary essaya de résoudre les problèmes entre le khanat kazakh et la Russie par la voie diplomatique. Quelques lettres de Kenessary aux autorités russes (au tsar Nicolas Ier, au gouverneur général d'Orenbourg V. A. Perovsky et V. A. Obroutchevsky, au gouverneur général de Sibérie P. D. Gortchakov) ont été conservées. Ayant une bonne compréhension militaire de la supériorité numérique des troupes russes, Kenessary s'est soigneusement préparé à passer de la voie diplomatique à la voie guerrière. Ses troupes, constamment entraînées, comprenaient en plus des kazakhs des transfuges russes et des spécialistes martiaux étrangers.
Ayant épuisé les moyens pacifiques de résolution des conflits entre Russes et Kazakhs, Kenessary entra en guerre en commençant par reprendre une grande partie des terres kazakhes. En plus des peuples de la jüz moyenne, la révolte comprenait des représentants de la petite jüz (Shektu, Tama, Tabyn, Alchyn, Chomekey, Jappas etc.) et de la Grand juz (Ouïssouny, Doulaty, etc.). Un certain nombre de batyrs assez connus combattirent aux côtés des kazakhs.
En 1838, l'armée de Kenessary fit le siège et brûla la forteresse d'Akmolinsk, à l'endroit où se trouve de nos jours la capitale du Kazakhstan, Astana. Ce fait est contesté par d'autres chroniqueurs russophones, qui affirment que les insurgés ne purent pas prendre la place forte, et mirent seulement le feu à quelques maisons situées un peu plus loin.
En 1845, Kenessary emporta quelques forteresses de Kokand : Janakorgansk, Juleksk et Sozaksk. En 1846, il prit la forteresse de Merke. Kenessary a mené une lutte incessante contre les troupes russes, l'émirat de Kokand et les ennemis intérieurs opposés à une politique d'indépendance des Kazakhs.
Kenessary a entre autres renforcé ses positions dans la steppe, menant une politique intraitable envers les peuples et les aouls fidèles à l'Empire russe. À force de menaces et de promesses, le khan a persuadé des habitants de régions sous contrôle russe de transhumer pour le rejoindre. Dans la plupart des cas, les chefs et les beys y ont consenti. L'administration d'Omsk s'est à son tour efforcée d'empêcher ces migrations, agissant à travers les sultans qui lui étaient loyaux et en envoyant sur les traces des migrants ses troupes pour leur faire regagner de force leur localisation précédente.

## Khan de tout le Kazakhstan
En septembre 1841, au qurultay tenu dans la région de la rivière Tourgaï, les représentants de trois jüz ont élu Kenessary comme khan général des kazakhs. Selon les règles du rituel, Kenessary a été porté assis sur une grande natte de feutre blanche.

### Reconnaissance
- Entre 1842 et 1843, l'émir de Boukhara Nasroulla-khan a reconnu Kenessary comme khan des kazakhs.
- L'empereur de Russie Nicolas Ier n'a pas reconnu Kenessary en tant que khan de toutes les jüz.

## Mort de Kenessary
En 1846, les forces supérieures en nombre des troupes russes ont poussé Kenessary, le forçant à se replier sur le territoire de Jetyssou, dans les vallées du Tchou et de l'Ili. Kenessary a essayé d'y obtenir de l'influence en tant que descendant de Gengis Khan, mais les Kirghizes du Tian Shen ont refusé de se rallier à lui, c'est pourquoi en 1847, Kenessary envahit leurs terres. Au cours d'une bataille, les sultans Rustem et Sypataï ont trahi Kenessary, se retirant avec une partie considérable des troupes. Le bataillon de Kenessary a été battu par les Kirghizes dirigés par Ormon khan près du village de Maïtobe - Keklik-Sengir, et Kenessary a été capturé, et mis à mort au bout de trois jours.

## Dépouille de Kenessary
Après la mort de Kenessary, sa tête a été coupée et livrée à Omsk en tant que trophée.
En 1992, à l'initiative de l'Institut d'histoire et d'ethnologie C. Balikhanov de la région de Maïtobe - Keklik-Sengir, des fouilles archéologiques ont été menées pour trouver les restes de Kenessary Kassymov, sans succès.
Selon une rumeur populaire parmi les kazakhstanais, la tête de Kenessary serait conservée à ce jour au Musée d'ethnographie et d'anthropologie de l'Académie des sciences de Russie (MEA ASR) ou au musée de l'Ermitage. Après qu'une demande officielle du consulat de la république du Kazakhstan au MEA ASR, le 4 novembre 2004, le directeur de musée Youri Tchistov et le chef du département d'anthropologie Valery Khartanovitch ont répondu conjointement que le musée n'était pas en possession de la tête de Kenessary Kassymov, ni d'aucun autre article relatif à cette figure historique.
Dans une interview sur Radio Free Europe, le directeur adjoint du cabinet des curiosités du MEA ASR Efim Rezvan a déclaré :
« Il est absurde de chercher une telle pièce au musée de l'Ermitage. Les objets de ce type sont envoyés uniquement au cabinet de curiosités [du MEA ASR]. Et si la tête de Kenessary ne se trouve pas au Cabinet des curiosités, cela signifie qu'on ne la trouvera nulle part. »

## Famille et descendance
Kenessary avait deux épouses : Kounimjan et Janyl-khanym, dont il a eu 8 fils — Japar, Taïshik, Akhmet, Omar, Osman, Aboubakir, Syzdyk (Sadyk), Sygaï (Jegeï).

## Personnalité
- L'explorateur britannique T.S.Atkinson a écrit : « Kenessary entrainait les Kazakhs à devenir d'excellents combattants. Beaucoup rapportent que c'est l'extraordinaire agilité à manier la lance et la hache d'armes qui permettait aux cavaliers de Kenessary de combattre avec succès les forces supérieures de l'ennemi. S'ils ont de bons officiers, les Kazakhs pourraient constituer la meilleure cavalerie dans le monde. »
- L.Meyer : « Parmi les caractéristiques de Kenessary, il faut préciser qu'il s'adressait aux Russes prisonniers avec beaucoup de bienveillance. Ce fait est confirmé par de nombreux exemples. Il avait vraiment un don extraordinaire pour lier les gens à lui, et de nombreux fugitifs russes ont combattu à ses côtés. »
- Dans les notes du chercheur russe A. Dobrosmyslov sur Kenessary, il est dit que «ce sultan était un homme énergique, déterminé, doté de plus d'une intelligence peu commune[7]. »
- Vassily Potto a noté qu' « à la tête de la rébellion se trouvait une personnalité violente, mais talentueuse et très énergique[7]. »
- Mikhail Veneioukov s'est étonné que « Kenessary ait su inculquer parmi ses subordonnés un tel dévouement et un empressement à le suivre n'importe où[7]. »
- S'émerveillant de l'énergie bouillonnante et du talent managérial de Kenessary, V. Potto l'a comparé à Chamil, et Semionov-Tian-Chansky l'a rapproché du roi pontique Mithridate VI, qui est entré en guerre avec Rome[7].
- L'éminent savant russe N. Y. Konshin a écrit: « On retrouve seulement dans le visage de Kenessary Kassymov le vrai sens du héros populaire kazakh, rêvant de l'unité politique de tous les Kazakhs au-delà des différentes tribus et même des hordes[7]. »

## Monuments et honneurs posthumes
- Les villes d'Astana, Almaty et Kokshetau ont une rue au nom de Kenessary.
- En 2001, à Astana , un monument équestre représentant Kenessary a été érigé sur les rives de la rivière Ichim[8].
- En 2004, en Russie, un livre consacré au dernier khan kazakh Kenessary a été publié par Edige Balikhanov[9].

## Kenessary dans l'art

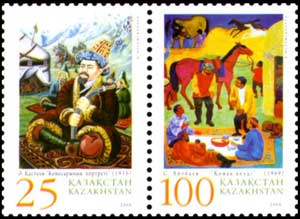
Timbre de la poste kazakhe en l'honneur de Kenessary Kassymov.

- Kenessary est mis en scène dans le roman de Jules Verne Michel Strogoff dans le rôle du khan tatar Féofar. Sur l'insistance d'Ivan Tourgueniev, le roman a été traduit en russe et publié à Saint-Pétersbourg en 1900.
- Le célèbre écrivain kazakh Ilyas Essenberlin (ru) a écrit en 1969 un roman à son sujet, intitulé «Khan Kene» (il s'agit du troisième tome de la trilogie «Nomades»).
- En 2008, la Poste kazakhe l'a illustré par un timbre (illustration de l'artiste Abilkhan Kasteev (ru)).
- En 2014, le réalisateur Stybaldy Narymbetov tourne Amanat (en), un film sur Kenessary.